# Gotlands konstmuseum
Gotlands Konstmuseum är ett konstmuseum vid Sankt Hansgatan i Visby. Gotlands konstmuseum öppnades 1988 med Jan Brunius som föreståndare i Gotlands första folkskolebyggnad från 1847. Museet ingår i Gotlands museum. Museets egna konstsamling består huvudsakligen av måleri och konsthantverk med anknytning till Gotland från tidigt 1800-tal till nutid.
Byggnaden på, som sedan 1997 är byggnadsminne, uppfördes 1847-1848 efter ritningar av Carl Bergman som Visbys första folkskola. Senare blev den Visbys småskola. Från slutet av 1950-talet disponerades dem av Visby läroverk. Sedan Säveskolan byggts 1971, flyttade gymnasiet ut och byggnaden användes för andra undervisningsändamål. Åren 1987-1988 totalrenoverades byggnaden, och i samband med detta inrymdes det nyetablerade konstmuseet i byggnaden.
Huset blev byggnadsminne 1997.

## Stängning
Gotlands museum stängde verksamheten i fastigheten permanent 2019 med hänvisning till att byggnaden var olämplig för att inhysa konst på grund av dåligt inomhusklimat. Under den närmast tidigare vintern hade övervåningen utrymts på konstverk, efter det att de äldre konstverken skadats av att förvaras där.
Konstmuseets utställningsverksamhet har fortsatt i Gotlands Fornsals lokaler. Fastighetens framtida användning och framtida uppläggning av visning av nutida konst är (i maj 2020) oklar.